# Bistum Chengdu
| Bistum Chengdu         |                                   |
| Basisdaten             |                                   |
| Staat                  | Chinesische Volksrepublik         |
|                        |                                   |
| Diözesanbischof        | Joseph Tang Yuange                |
|                        |                                   |
| Einwohner              | 20.120.000 (AP 1950)              |
| Katholiken             | 40.240 (AP 2015)                  |
| Anteil                 | 0,2 %                             |
| Diözesanpriester       | 73 (AP 1950)                      |
| Ordenspriester         | 22 (AP 1950)                      |
| Katholiken je Priester | 211.800                           |
| Ordensschwestern       | 88 (AP 1950)                      |
|                        |                                   |
| Ritus                  | Römischer Ritus                   |
| Liturgiesprache        | Chinesisch                        |
| Kathedrale             | Unbefleckte Empfängnis-Kathedrale |

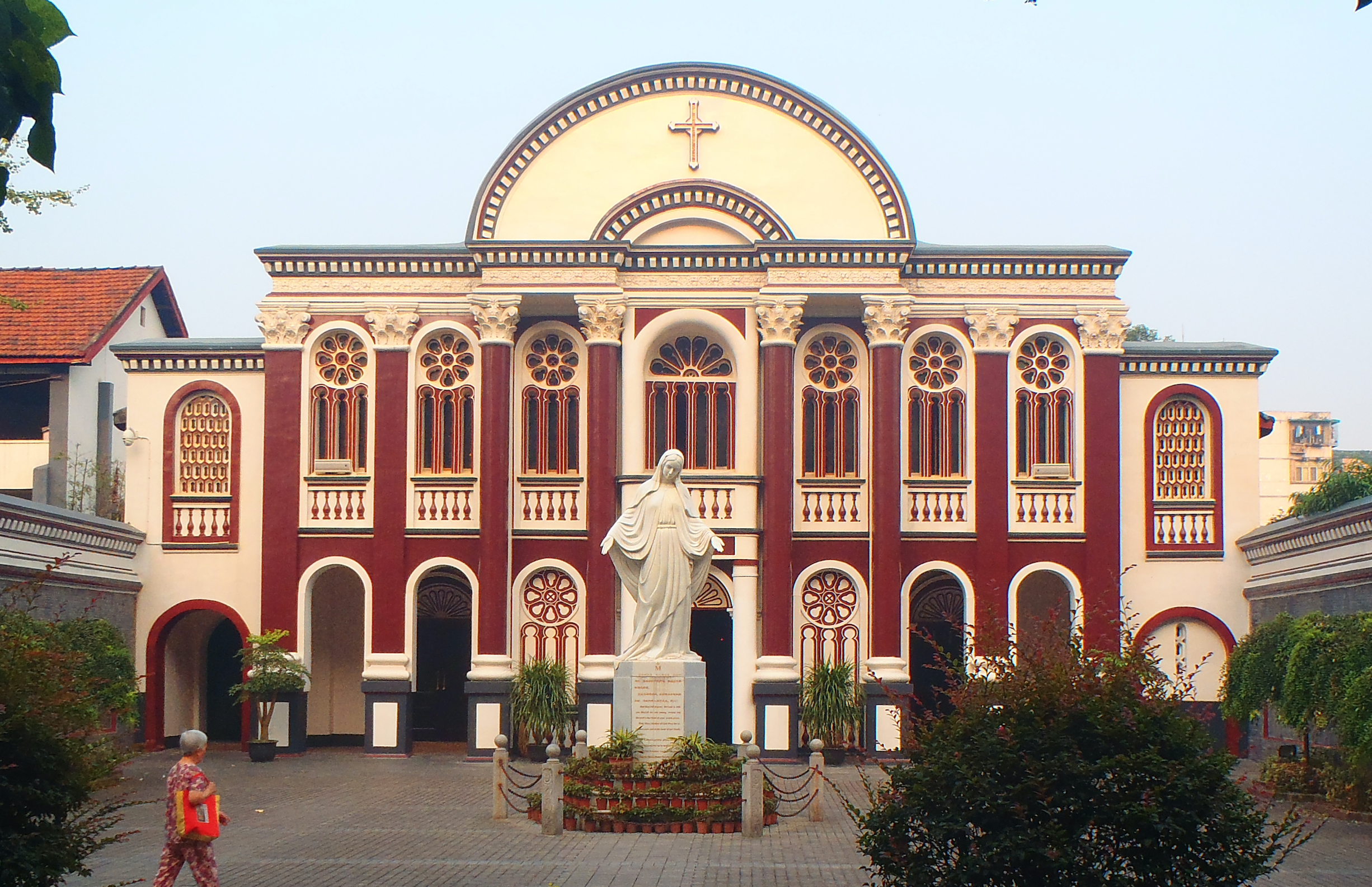
Kathedrale der Unbefleckten Empfängnis zu Chengdu

Das in der Volksrepublik China gelegene römisch-katholische Bistum Chengdu auch Chengtu (lateinisch Dioecesis Cemtuana) wurde 1680 als Apostolisches Vikariat Se-Ciuen begründet, am 2. April 1856 in Apostolisches Vikariat von Nordwest-Sichuan geändert. Es wechselte am 3. Dezember 1924 seinen Namen in Chengdu und wurde am 11. April 1946 zum Bistum erhoben. Bischofssitz ist die Stadt Chengdu.
Zusammen mit den Bistümern Kangting, Kiating, Ningyüan, Shunking, Suifu, Wanhsien gehört es zum Erzbistum Chungking.
Apostolische Vikare
- Artus de Lionne, MdEP Titularbischof von Rosalia, (1696–1713)
- Johannes Müllener, CM Titularbischof von Myriophytos, (1715–1742)
- Louis Marie Maggi, OP Titularbischof von Baris in Hellesponto, (1742–1743)
- Joachim-Enjobert de Martiliat, MdEP Titularbischof von Echinus, (1743–1755)
- François Pottier, MdEP Titularbischof von Agathopolis, (1767–1792)
- Jean-Didier de Saint Martin, MdEP Titularbischof von Corada, (1792–1801)
- Heiliger Gabriel Taurin Dufresse, MdEP Titularbischof von Thabraca, (1801–1815)
- Louis Fontana, MdEP  Titularbischof von Sinitis, (1817–1838)
- Jacques-Léonard Pérocheau, MdEP Titularbischof von Maxula Prates, (1838–1861)
- Annet-Théophile Pinchon, MdEP Titularbischof von Polemonium, (1861–1891)
- Marie-Julien Dunand, MdEP Titularbischof von Caloe, (1893–1915)

Bischöfe
- Jacques-Victor-Marius Rouchouse, MdEP (* 6. Juni 1870 in St. Etienne, Frankreich; † 20. Dezember 1948 in Chengtu), zum Priester geweiht 30. Juni 1895, zum Apostolischer Vikar bestellt am 28. Juni 1916 gleichzeitig Titularbischof von Aegeae und zum Bischof bestellt am 11. April 1946.
- Henri-Marie-Ernest-Désiré Pinault, MdEP (* 7. September 1904 in Trévérien, Frankreich; † 24. Februar 1987 in Chengtu), zum Priester geweiht am 29. Juni 1929, zum Bischof bestellt am 14. Juli 1949, emeritiert 1983.
- Sedisvakanz (1983 – 2018)
- Joseph Tang Yuange (seit 2018 mit Anerkennung durch Papst Franziskus)